# Sofia Domeij
Sofia Domeij (* 22. Oktober 1976 in Hudiksvall) ist eine frühere schwedische Skilangläuferin und Biathletin und heutige Funktionärin.
Sofia Domeij gab ihr Debüt im Skilanglaufweltcup 1996 in einem Fünfkilometer-Rennen (73.) in Kiruna. Bis 2005 wurde sie sporadisch immer wieder, am Ende in 33, Weltcuprennen eingesetzt. Beste Platzierung war ein 15. Platz 2003 bei einem Sprintrennen in Borlänge. Im selben Jahr wurde sie in der Doppelverfolgung schwedische Vizemeisterin, zweimal war sie in ihrer Karriere zudem Dritte.
Domeij startet seit 2005 bei Biathlonwettkämpfen. Sie startet für die Örnsköldsviks skidskytteförening und wird von Wolfgang Pichler, Leif Andersson und Staffan Eklund trainiert. Die Ljusdalerin debütierte 2005 in Östersund im Biathlon-Weltcup, wo sie 96. im Sprint wurde. Erste Weltcuppunkte gewann sie in der Saison 2005/06 in Ruhpolding als Sprint-26. Mit der Staffel wurde sie in der Folgesaison in Hochfilzen Vierte. Im Rahmen der Biathlon-Weltmeisterschaften 2007 erreichte sie in Antholz als 22. im Sprint ihr bis dahin bestes Ergebnis in einem Einzelrennen. Auch in Pokljuka und Lahti erreichte sie Weltcuppunkte. In der Saison 2007/2008 erreichte sie beim Sprint in Pyeongchang den 10. Platz und damit erstmals die Top 10 bei einem Einzelrennen.
Domeijs Bruder Andreas Domeij ist Skilangläufer im Weltcup. Im September 2011 erklärte sie den Rücktritt vom Leistungssport. 2018 wurde Domeij als Nachfolgerin des zum IBU-Präsidenten gewählten Olle Dahlin zur Vorsitzenden des Schwedischen Biathlonverbandes gewählt.

## Platzierungen im Biathlon-Weltcup
Die Tabelle zeigt alle Platzierungen (je nach Austragungsjahr einschließlich Olympische Spiele und Weltmeisterschaften).
- 1.–3. Platz: Anzahl der Podiumsplatzierungen
- Top 10: Anzahl der Platzierungen unter den ersten zehn (einschließlich Podium)
- Punkteränge: Anzahl der Platzierungen innerhalb der Punkteränge (einschließlich Podium und Top 10)
- Starts: Anzahl gelaufener Rennen in der jeweiligen Disziplin

| Platzierung                      | Einzel | Sprint | Verfolgung | Massenstart | Staffel | Gesamt |
| -------------------------------- | ------ | ------ | ---------- | ----------- | ------- | ------ |
| 1. Platz                         |        |        |            |             |         |        |
| 2. Platz                         |        |        |            |             | 1       | 1      |
| 3. Platz                         |        |        |            |             |         |        |
| Top 10                           |        | 1      |            |             | 10      | 11     |
| Punkteränge                      |        | 10     | 2          |             | 10      | 22     |
| Starts                           | 12     | 35     | 21         |             | 10      | 78     |
| Stand: Ende der Saison 2008/2009 |        |        |            |             |         |        |